# Bäddat för lusta
Bäddat för lusta är en svensk porrfilm från 1972 med regi, manus och foto av Rune Ljungberg.
Filmen var den första helt pornografiska långfilmen som spelades in i Sverige och de tre medverkande skådespelarna kom alla från porrfilmsbranschen. Filmen spelades in i Opal Films studio i Göteborg och premiärvisades den 26 december på biografen Rio i Göteborg. Filmen är 89 minuter lång och i färg.

## Handling
Amy Svensson är oskuld och besöker en sexuell rådgivningsbyrå. Väl där får hon bevittna en rad olika samlag och har till slut själv sex med sexkonsulent Ståpick.

### Fotnoter
1. 1 2 3  ”Bäddat för lusta”. Svensk Filmdatabas. http://sfi.se/sv/svensk-filmdatabas/Item/?itemid=4902&type=MOVIE&iv=Basic&ref=/templates/SwedishFilmSearchResult.aspx?id%3d1225%26epslanguage%3dsv%26searchword%3db%C3%A4ddat+f%C3%B6r+lusta%26type%3dMovieTitle%26match%3dBegin%26page%3d1%26prom%3dFalse. Läst 28 april 2013.